# Вортон (Огайо)
Вортон (англ. Wharton) — селище (англ. village) в США, в окрузі Ваяндот штату Огайо. Населення — 328 осіб (2020).

## Географія
Вортон розташований за координатами 40°51′41″ пн. ш. 83°27′53″ зх. д. / 40.86139° пн. ш. 83.46472° зх. д. (40.861306, -83.464810).  За даними Бюро перепису населення США в 2010 році селище мало площу 3,25 км², уся площа — суходіл.

## Демографія
Згідно з переписом 2010 року, у селищі мешкало 358 осіб у 133 домогосподарствах у складі 101 родини. Густота населення становила 110 осіб/км².  Було 155 помешкань (48/км²).
Расовий склад населення:
| - 99,2 % — білих |

До двох чи більше рас належало 0,8 %. Частка іспаномовних становила 0,8 % від усіх жителів.
За віковим діапазоном населення розподілялося таким чином: 26,0 % — особи молодші 18 років, 61,7 % — особи у віці 18—64 років, 12,3 % — особи у віці 65 років та старші. Медіана віку мешканця становила 36,4 року. На 100 осіб жіночої статі у селищі припадало 105,7 чоловіків;  на 100 жінок у віці від 18 років та старших — 115,4 чоловіків також старших 18 років.
Середній дохід на одне домашнє господарство  становив 49 001 долар США (медіана — 44 375), а середній дохід на одну сім'ю — 55 231 долар (медіана — 50 179). За межею бідності перебувало 17,4 % осіб, у тому числі 35,1 % дітей у віці до 18 років та 0,0 % осіб у віці 65 років та старших.
Цивільне працевлаштоване населення становило 177 осіб. Основні галузі зайнятості: виробництво — 40,1 %, освіта, охорона здоров'я та соціальна допомога — 21,5 %, транспорт — 7,9 %, мистецтво, розваги та відпочинок — 6,2 %.